# Kamienica przy ulicy Szlak 31 w Krakowie
Kamienica przy ulicy Szlak 31 – zabytkowa kamienica znajdująca się w Krakowie, w dzielnicy I przy ul. Szlak, na Kleparzu.
Kamienica została wzniesiona w 1886 roku.
W latach 1910–1914 była zamieszkiwana przez Józefa Piłsudskiego, polskiego działacza społecznego oraz niepodległościowego, żołnierza oraz polityka.
Kamienica została wpisana do gminnej ewidencji zabytków. Znajduje się na obszarze Kleparzu, którego układ urbanistyczny został wpisany 25 stycznia 1984 do rejestru zabytków.